# Die Bestie im Menschen

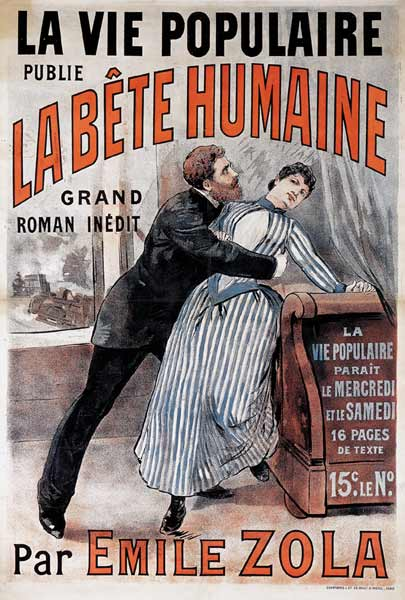
Werbeplakat

Die Bestie im Menschen oder auch Das Tier im Menschen (franz. La Bête Humaine) ist ein Roman von Émile Zola. Er bildet den siebzehnten Teil des aus zwanzig Bänden bestehenden Rougon-Macquart-Zyklus. Der Roman-Zyklus stellt als eine Art Mikrokosmos verschiedene Aspekte der französischen Gesellschaft dar. Die Handlung von "Die Bestie im Menschen" trägt sich größtenteils auf der Eisenbahnstrecke zwischen Paris und Le Havre sowie im Bahnhofsbereich zu. Zola vollendete den Roman, inspiriert durch die Züge, die er von seinem Wohnhaus in Médan aus beobachten konnte, im Frühjahr 1890.
Im Zentrum der Handlung stehen Roubaud, der Stationsvorsteher von Le Havre, seine Frau Séverine und der Eisenbahner Jacques Lantier. Jacques ist der Sohn der aus dem Roman Der Totschläger bekannten Gervaise und der Bruder von Étienne Lantier aus Germinal und von Claude Lantier, der in Der Bauch von Paris erstmals auftritt und in Das Werk im Zentrum der Handlung steht. Er ist zugleich der Halbbruder von Nana aus dem gleichnamigen Roman.

## Handlung
Der Lokführer Jacques Lantier spürt in sich das Bedürfnis, eine Frau mit einem Messer zu töten. Er fürchtet sich vor der Versuchung und führt ein isoliertes Leben. Er empfindet eine tiefe Zuneigung zu seiner Lokomotive La Lison.
Zu Beginn des Romans entdeckt der Stationsvorsteher Roubaud, dass seine Frau Séverine in ihrer Kindheit eine Affäre mit Grandmorin, dem Präsidenten der Eisenbahngesellschaft, hatte. Infolgedessen werden er und seine Frau von der Gesellschaft protegiert. Auf einer Zugfahrt von Paris nach Le Havre töten Roubaud und Séverine Grandmorin und werfen ihn aus dem fahrenden Zug. Anschließend klettern sie, während sich der Zug in voller Fahrt befindet, in ein anderes Abteil.
Jacques besucht währenddessen seine Cousine Flore, die als Tochter eines Weichenstellers an der Strecke lebt. Ihn befällt das Verlangen, sie zu töten, doch er widersteht der Versuchung und läuft davon. Zufällig wird er Zeuge des Mordes an Grandmorin. Kurz darauf findet er dessen Leiche auf den Gleisen. Es kommt der Verdacht auf, dass es sich um einen Raubmord handele. Roubaud und Séverine werden von der Polizei befragt, aber nicht ernsthaft verdächtigt, da sie keine offensichtlichen Motive haben. Jacques erkennt Roubaud als Mörder, doch er schweigt. Der Untersuchungsrichter vermutet, dass der Mord von dem eigenbrötlerischen Cabuche begangen wurde, der an der Strecke lebt. Das Verbrechen bleibt ungeklärt.
Die Beziehung von Roubaud und Séverine bröckelt. Das Geld und die Uhr Grandmorins haben sie in der Wand hinter ihrem Kleiderschrank versteckt. Roubaud beginnt zu spielen. Séverine und Jacques beginnen eine Liebesbeziehung. Zunächst fürchten sie, von Roubaud ertappt zu werden, doch dieser zeigt keinerlei Eifersucht. Séverine gesteht Jacques, dass ihr Mann sie zur Teilnahme an dem Mord gezwungen hat. In Jacques erwacht der Wunsch, eine Frau zu töten. Er verlässt seine Wohnung auf der Suche nach einem Opfer. Doch er tötet nicht. Später stellt er fest, dass der Wunsch zu töten nicht mehr vorhanden ist. Er glaubt, dass die Liebe zu Séverine ihn geheilt hat.
Die Partnerschaft zwischen Séverine und Roubaud zerbricht endgültig, als sie feststellt, dass er entgegen der Absprache das geraubte Geld allein und vollständig verbraucht hat. Jacques bekommt die Gelegenheit, Geld in das Geschäft eines Freundes zu investieren. Séverine schlägt ihm vor, das Geld anzulegen, das sie von Grandmorin geerbt hat. Roubaud ist das einzige Hindernis auf ihrem Weg zum Glück. Séverine überredet Jacques, ihn zu töten. Er lauert dem Stationsvorsteher auf, doch im letzten Moment verliert er die Nerven und flüchtet.
Seine Cousine Flore, die in ihn verliebt ist, erkennt, dass Jacques und Séverine ein Verhältnis haben, und beschließt aus Eifersucht, beide zu töten. Sie stellt an einem Bahnübergang eine Kutsche quer auf die Schienen und verursacht so ein Unglück, bei dem zahlreiche Passagiere getötet und schwer verletzt werden. Danach wirft sich Flore in einem Tunnel vor einen Zug. Jacques, der bei dem Unglück verletzt wurde, wird von Séverine gepflegt.
Séverine verabredet sich mit Roubaud, doch diese Verabredung ist eine Falle. Jacques soll ihren Mann töten. Doch diesen überkommt erneut seine durch genetische Veranlagung bedingte Lust, eine Frau zu töten. Er erdolcht Séverine und flüchtet, von seiner eigenen Tat entsetzt. Die Leiche Séverines wird von Cabuche gefunden. Die Polizei kommt in ihren Untersuchungen zu dem Ergebnis, dass Cabuche den Mord im Auftrag Roubauds begangen habe. Beide werden verurteilt.
Jacques nimmt seinen Dienst wieder auf. Er fährt nun eine andere Lokomotive. Er beginnt eine Affaire mit der Freundin seines Heizers. Der Roman endet damit, dass Jacques einen Zug voller Soldaten an die Front fährt, hinein in den Deutsch-Französischen Krieg. Es kommt zu einer körperlichen Auseinandersetzung mit dem eifersüchtigen Heizer, in deren Verlauf beide aus der Lokomotive fallen. Der Zug voller patriotisch begeisterter siegessicherer Soldaten rast führerlos durch die Nacht.

## Filmadaptionen
- Die Bestie im Menschen, deutscher Stummfilm aus dem Jahr 1920 von Ludwig Wolff
- Bestie Mensch (Originaltitel: La Bête Humaine), französischer Film aus dem Jahr 1938 von Jean Renoir
- Human Desire, Verfilmung aus dem Jahr 1954 mit Glenn Ford, Regie Fritz Lang
- La Bestia humana, argentinischer Film von 1954 von Daniel Tinayre
- Cruel Train, britischer Fernsehfilm aus dem Jahr 1995 von Malcolm McKay